# 庫塔
庫塔是印度尼西亞峇里省巴東縣下屬的一個鎮，位於該縣南部，東連登巴薩市西登巴薩區、南登巴薩區，東南臨勿諾亞灣，南接南庫塔鎮，西瀕印度洋，北鄰北庫塔鎮。峇里島的唯一機場伍拉·賴國際機場坐落此鎮，庫塔鎮為峇里島最受歡迎的旅遊區，尤其是勒吉安、水明漾一帶以其夜生活而聞名。除此之外，庫塔海灘為全峇里島上最著名的海灘之一位於在此，平坦而潔白的沙灘，適於衝浪和日光浴，也是屬於日落海岸。庫塔鎮曾於2002年和2005年發生過2次爆炸案。

## 行政區劃
北庫塔鎮、南庫塔鎮曾是屬於庫塔鎮，目前庫塔鎮轄有5個社區。
- 吉東雅南社區
- 庫塔社區
- 勒吉安社區
- 水明漾社區
- 廚閩社區